# نيناد شولوفيتش
نيناد شولوفيتش (بالصربية: Ненад Шуловић) مواليد 3 أكتوبر 1985 في بلغراد، جمهورية يوغوسلافيا الاشتراكية الاتحادية، هو لاعب كرة سلة صربي. بدأ مسيرته الاحترافية في سنة 2004. يحمل الرقم 14.

## المسيرة الاحترافية
لعب مع نابريداك كروشيفاتس في موسم 2010–2011، ثم لعب مع نادي رادنيتشكي كراغوييفاتس لكرة السلة في سنة 2011، ثم لعب مع نادي إيجوكيا لكرة السلة من سنة 2011 إلى 2013.

## روابط خارجية
- نيناد شولوفيتش على موقع كرة السلة الأوروبية.كوم (الإنجليزية)
- نيناد شولوفيتش على موقع بروبوليرز (الإنجليزية)